# كيمياء نقرية
الكيمياء النقرية (بالإنجليزية: Click chemistry)‏ هي طريقة جديدة من طرائق الاصطناع العضوي التي تتضمن ربط جزيئات صغيرة مع بعضها لتشكيل منتجات أعقد بأسلوب يحاكي التفاعلات الكيميائية الحيوية في الطبيعة. يمكن أن تكون المواد المتفاعلة جزيئات حيوية أو غير حيوية؛ وهي تتفاعل مع بعضها وفق هذا الأسلوب ضمن إناء واحد، ولا تتأثر بوجود الماء في الوسط، وتعطي منتجات ثانوية ضئيلة جداً وخاملة نسبياً؛ وتتميز المتفاعلات أيضاً بأنها ذات نشاط كيميائي كبير وديناميكية حرارية مرتفعة، مما يدفعها إلى الدخول في تفاعل ذو اتجاه واحد غير عكوس وانتقائي وذي مردود مرتفع من ناتج وحيد.
طور مصطلح Click chemistry العالم الكيميائي كارل باري شاربلس سنة 1998، وأسس مبادئه مع الكيميائيّين هارتموت كولب Hartmuth C. Kolb وإم جي فن M.G. Finn في معهد سكريبس للأبحاث سنة 2001.
حاز شاربلس في سنة 2022 على جائزة نوبل مع كارولين بيرتوزي ومورتن ميلدال مكافأة على ما أنجزوه في تطوير الكيمياء النقرية.
اشتق مصطلح Click من صوت النقرة (أو الطقّة) الصادرة عن ربط حزام الأمان مثلاً في السيارة أو أحزمة حقائب الظهر، وذلك تعبيراً عن المطابقة الحادثة عند ارتباط قطعتين متلائمتين مع بعضهما.